# Ivica Miličević
Ivica Miličević, bosansko-hercegovski general, * 19. avgust 1918, Sarajevo, † ?.

## Življenjepis
Leta 1942 je vstopil v NOVJ in KPJ. Med vojno je bil politični komisar več enot; med drugim tudi 12. proletarske brigade.
Po vojni je nadaljeval delo na partijsko-političnem in šolskem področju.